# 1178
Évszázadok: 11. század – 12. század – 13. század
Évtizedek: 1120-as évek – 1130-as évek – 1140-es évek – 1150-es évek – 1160-as évek – 1170-es évek – 1180-as évek – 1190-es évek – 1200-as évek – 1210-es évek – 1220-as évek
Évek: 1173 – 1174 – 1175 – 1176 –  1177 – 1178 – 1179 – 1180 – 1181 – 1182 – 1183

## Események

### Határozott dátumú események
- április 17. –  Orio Mastropiero velencei dózse megválasztása.[1]
- július 30. – I. Frigyes német-római császárt Arles-ben Burgundia királyává koronázzák.[2]
- augusztus 29. – III. Kallixtusz ellenpápa lemondása.[3]
- november – III. (Oroszlán) Henrik szász herceg panaszt emel I. Frigyes német-római császár ellen Speyerben.[4]

### Határozatlan dátumú események
- az év folyamán –
  - A pisai ferde torony dőlni kezd a harmadik szint építésének befejezése után.[5]
  - A budai Felhévízen, a mai Császár fürdő környékén a máltai lovagrend kolostort és fürdővel együtt kórházat alapít.[6]

## Születések
- Antoku japán császár
- I. Tamás savoyai herceg († 1233)
- Snorri Sturluson, izlandi történetíró és államférfi

## Halálozások
- február 17. – Ratzeburgi Evermod, Ratzeburg püspöke, szent (* 1100 körül)
- április 13. – Sebastian Ziani, a Velencei Köztársaság harminckilencedik dózséja (* 1102 körül)
- december 23. – Étienne de Fougères, II. Henrik angol király káplánja, író (* ?)
- december 30. – Pribiszláv, obodrita herceg (* ?)